# Fredric March

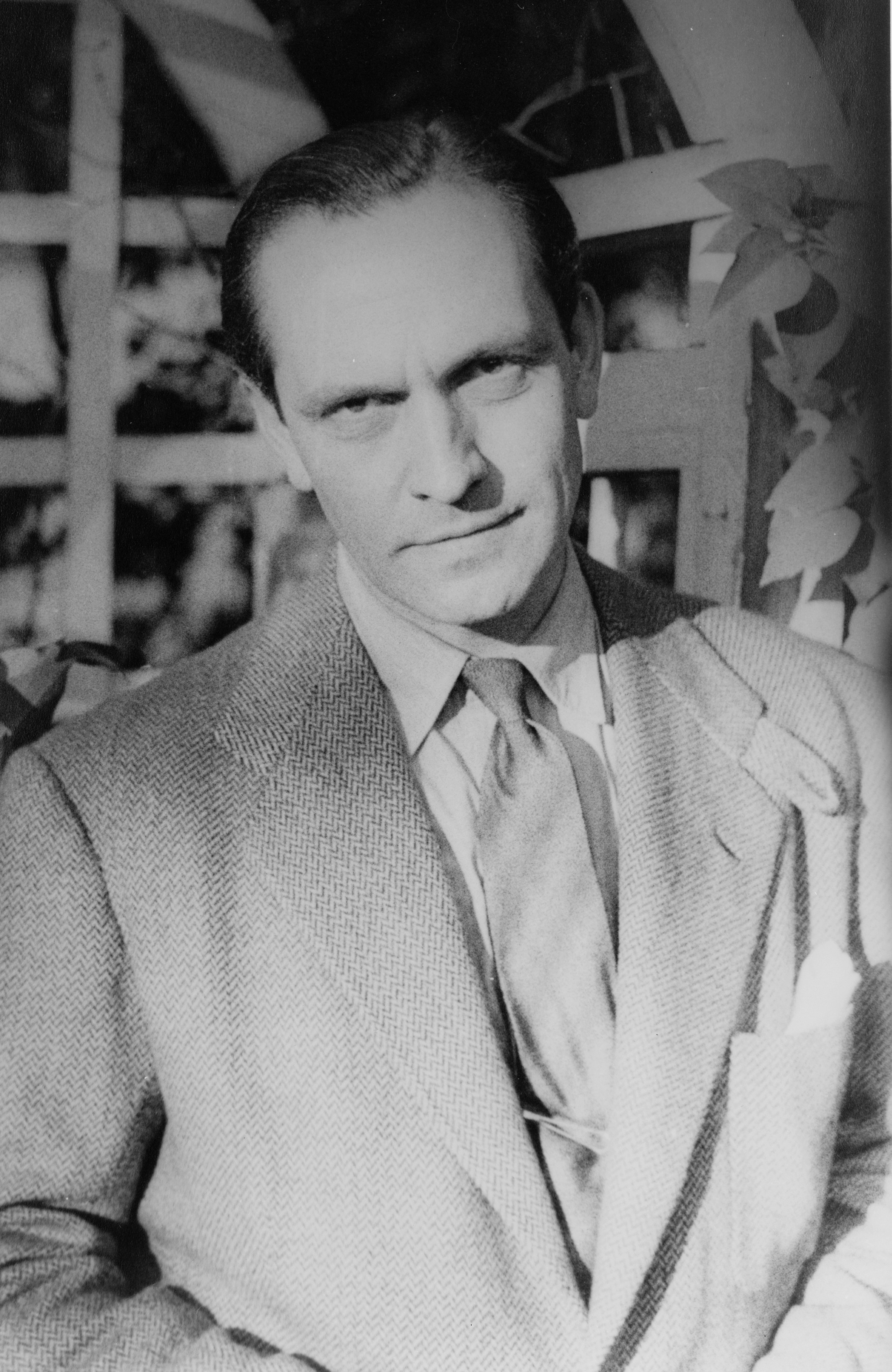
Fredric March în 1939

Fredric March (n. 31 august 1897 — d. 14 aprilie 1975) a fost un actor american de teatru și film. A câștigat Premiul Oscar pentru cel mai bun actor în 1932 pentru rolul din Dr. Jekyll and Mr. Hyde și în 1946 pentru The Best Years of Our Lives.

## Filmografie
| An   | Film                                              | Rol                                            | Note |
| ---- | ------------------------------------------------- | ---------------------------------------------- | --- |
| 1921 | The Great Adventure                               | nemenționat                                    | extra |
| 1921 | Paying the Piper                                  | nemenționat                                    | extra |
| 1921 | The Education of Elizabeth                        | nemenționat                                    | extra |
| 1921 | The Devil                                         | nemenționat                                    | extra |
| 1929 | The Dummy                                         | Trumbull Meredith                              | |
| 1929 | The Wild Party                                    | James 'Gil' Gilmore                            | |
| 1929 | The Studio Murder Mystery                         | Richard Hardell                                | |
| 1929 | Paris Bound                                       | Jim Hutton                                     | |
| 1929 | Jealousy                                          | Pierre                                         | |
| 1929 | Footlights and Fools                              | Gregory Pyne                                   | film pierdut; coloana sonoră s-a păstrat |
| 1929 | The Marriage Playground                           | Martin Boyne                                   | |
| 1930 | Sarah and Son                                     | Howard Vanning                                 | |
| 1930 | Paramount on Parade                               | Doughboy (cameo)                               | |
| 1930 | Ladies Love Brutes                                | Dwight Howell                                  | |
| 1930 | True to the Navy                                  | Bull's Eye McCoy                               | |
| 1930 | Manslaughter                                      | Dan O'Bannon                                   | |
| 1930 | Laughter                                          | Paul Lockridge                                 | |
| 1930 | The Royal Family of Broadway                      | Tony Cavendish                                 | Nominalizare la — Academy Award for Best Actor |
| 1931 | Honor Among Lovers                                | Jerry Stafford                                 | |
| 1931 | Night Angel                                       | Rudek Berken                                   | |
| 1931 | My Sin                                            | Dick Grady                                     | |
| 1931 | Dr. Jekyll and Mr. Hyde                           | Dr. Henry Jekyll/Mr. Hyde                      | Academy Award for Best Actor (împărțit Cu Wallace Beery pentru The Champ) |
| 1932 | Strangers in Love                                 | Buddy Drake/Arthur Drake                       | |
| 1932 | Merrily We Go to Hell                             | Jerry Corbett                                  | |
| 1932 | Make Me a Star                                    | în rolul său                                   | behind-the-scenes drama |
| 1932 | Smilin' Through                                   | Kenneth Wayne                                  | |
| 1932 | The Sign of the Cross                             | Marcus Superbus                                | |
| 1932 | Hollywood on Parade No. A-1                       | în rolul său                                   | film scurt |
| 1933 | Tonight Is Ours                                   | Sabien Pastal                                  | |
| 1933 | The Eagle and the Hawk                            | Jerry H. Young                                 | Cu Cary Grant și Carole Lombard |
| 1933 | Design for Living                                 | Thomas B. 'Tom' Chambers                       | Cu Gary Cooper și Miriam Hopkins |
| 1934 | All of Me                                         | Don Ellis                                      | Cu Miriam Hopkins și George Raft |
| 1934 | Death Takes a Holiday                             | Prințul Sirki/Death                            | |
| 1934 | Good Dame                                         | Mace Townsley                                  | |
| 1934 | The Affairs of Cellini                            | Benvenuto Cellini                              | |
| 1934 | The Barretts of Wimpole Street                    | Robert Browning                                | Cu Norma Shearer și Charles Laughton |
| 1934 | We Live Again                                     | Prințul Dmitri Nekhlyudov                      | |
| 1934 | Hollywood on Parade No. B-6                       | în rolul său                                   | film scurt |
| 1935 | Les Misérables                                    | Jean Valjean/Champmathieu                      | |
| 1935 | Anna Karenina                                     | Vronsky                                        | |
| 1935 | The Dark Angel                                    | Alan Trent                                     | |
| 1935 | Screen Snapshots Series 14, No. 11                | în rolul său                                   | film scurt |
| 1936 | The Road to Glory                                 | Locotenent Michel Denet                        | |
| 1936 | Mary of Scotland                                  | Bothwell                                       | Cu Katharine Hepburn Directed by John Ford |
| 1936 | Anthony Adverse                                   | Anthony Adverse                                | |
| 1936 | Screen Snapshots Series 16, No. 3                 | în rolul său                                   | film scurt |
| 1937 | A Star Is Born                                    | Norman Maine                                   | Nominalizare la — Academy Award for Best Actor Cu Janet Gaynor |
| 1937 | Nothing Sacred                                    | Wallace 'Wally' Cook                           | |
| 1937 | Screen Snapshots Series 16, No. 5                 | în rolul său                                   | film scurt |
| 1938 | The Buccaneer                                     | Jean Lafitte                                   | |
| 1938 | There Goes My Heart                               | Bill Spencer                                   | |
| 1938 | Trade Winds                                       | Sam Wye                                        | |
| 1939 | The 400 Million                                   | Narrator                                       | documentar despre Istoria Chinei |
| 1940 | Susan and God                                     | Barrie Trexel                                  | |
| 1940 | Victory                                           | Hendrik Heyst                                  | |
| 1940 | Lights Out in Europe                              | Narator                                        | documentar despre izbucnirea celui de al doilea război mondial în Europa |
| 1941 | So Ends Our Night                                 | Josef Steiner                                  | |
| 1941 | One Foot in Heaven                                | William Spence                                 | |
| 1941 | Bedtime Story                                     | Lucius 'Luke' Drake                            | Cu Loretta Young și Robert Benchley |
| 1942 | I Married a Witch                                 | Jonathan Wooley/Nathaniel Wooley/Samuel Wooley | Cu Veronica Lake și Robert Benchley |
| 1942 | Lake Carrier                                      | Narrator                                       | documentar short |
| 1944 | Valley of the Tennessee                           | Narator                                        | rol de voce |
| 1944 | Aventurile lui Mark Twain                         | Samuel Langhorne Clemens                       | |
| 1944 | Tomorrow, the World!                              | Mike Frame                                     | |
| 1946 | The Best Years of Our Lives                       | Al Stephenson                                  | Academy Award for Best Actor Cu Myrna Loy |
| 1948 | Another Part of the Forest                        | Marcus Hubbard                                 | |
| 1948 | An Act of Murder                                  | Judge Calvin Cooke                             | |
| 1949 | Christopher Columbus                              | Christopher Columbus                           | |
| 1949 | The Ford Theatre Hour                             |                                                | TV Episodul: "The Twentieth Century" |
| 1950 | The Titan: Story of Michelangelo                  | Narrator                                       | documentar about the life and works of Michelangelo Buonarroti |
| 1950 | Nash Airflyte Theatre                             |                                                | TV Episodul: "The Boor" |
| 1951 | It's a Big Country                                | Joe Esposito                                   | |
| 1951 | Moartea unui comis voiajor                        | Willy Loman                                    | Golden Globe Award for Best Actor – Motion Picture Drama Volpi Cup Nominalizare la — Academy Award for Best Actor Nominalizare la — BAFTA Award for Best Foreign Actor |
| 1951 | Lux Video Theatre                                 |                                                | TV Episodul: "The Speech" |
| 1952 | Lux Video Theatre                                 |                                                | TV Episodul: "Ferry Crisis at Friday Point" |
| 1952 | Toast of the Town                                 | în rolul său                                   | later known as The Ed Sullivan Show |
| 1953 | 25th Academy Awards                               | în rolul său                                   | presenter Academy Award for Best Actress to Shirley Booth for Come Back, Little Sheba |
| 1953 | Omnibus                                           |                                                | TV Episodul: "The Last Night of Don Juan" |
| 1953 | Man on a Tightrope                                | Karel Cernik                                   | Cu Terry Moore and Gloria Grahame |
| 1953 | The Bridges at Toko-Ri                            | Rear Admiral George Tarrant                    | |
| 1954 | 26th Academy Awards                               | în rolul său                                   | Co-hosted from New York, Cu Donald O'Connor in Hollywood |
| 1954 | Executive Suite                                   | Loren Phineas Shaw                             | Venice Film Festival Special Jury Prize for Ensemble Acting (shared with the principal cast) Nominalizare la — BAFTA Award for Best Foreign Actor |
| 1954 | The Best of Broadway                              | Tony Cavendish                                 | TV Episodul: "The Royal Family" (based on March's Broadway play and film of the same name) Nominalizare la — Emmy Award for Best Single Performance by an Actor |
| 1954 | Shower of Stars                                   | Ebenezer Scrooge                               | TV Episodul: "A Christmas Carol" Nominalizare la — Emmy Award for Best Single Performance by an Actor |
| 1954 | What's My Line?                                   | în rolul său                                   | |
| 1955 | The Desperate Hours                               | Dan C. Hilliard                                | Cu Humphrey Bogart |
| 1956 | Alexandru Macedon                                 | Philip of Macedonia                            | |
| 1956 | The Man in the Gray Flannel Suit                  | Ralph Hopkins                                  | |
| 1956 | Producers' Showcase                               | Sam Dodsworth                                  | TV Episodul: "Dodsworth" Nominalizare la — Emmy Award for Best Single Performance by an Actor |
| 1956 | Shower of Stars                                   | Eugene Tesh                                    | TV Episodul: "The Flattering World" |
| 1956 | Island of Allah                                   | Narrator                                       | |
| 1957 | Toast of the Town                                 | în rolul său                                   | later known as The Ed Sullivan Show |
| 1957 | Albert Schweitzer                                 | Narrator                                       | documentar |
| 1958 | The DuPont Show of the Month                      | Arthur Winslow                                 | TV Episodul: "The Winslow Boy" |
| 1958 | Tales from Dickens                                | Host                                           | also known as Fredric March Presents Tales From Dickens, March hosted seven episodes during 1958 and 1959. Episodes: "Bardell Versus Pickwick", "Uriah Heep", "A Christmas Carol", "David and Betsy Trotwood", "David and His Mother", "Christmas at Dingley Dell" and "The Runaways" |
| 1959 | Middle of the Night                               | Jerry Kingsley                                 | Nominalizare la — Golden Globe Award for Best Actor – Motion Picture Drama Written by Paddy Chayevsky |
| 1960 | Inherit the Wind                                  | Matthew Harrison Brady                         | Won — Silver Bear for Best Actor (Berlin Film Festival) Nominalizare la — BAFTA Award for Best Foreign Actor Cu Spencer Tracy |
| 1961 | The Young Doctors                                 | Dr. Joseph Pearson                             | |
| 1962 | I Sequestrati di Altona (The Condemned of Altona) | Albrecht von Gerlach                           | |
| 1963 | A Tribute to John F. Kennedy from the Arts        | Host                                           | broadcast on 24 noiembrie 1963, two days after the assassination of John F. Kennedy |
| 1964 | Seven Days in May                                 | President Jordan Lyman                         | Nominalizare la — Golden Globe Award for Best Actor – Motion Picture Drama Cu Burt Lancaster and Kirk Douglas |
| 1964 | The Presidency: A Splendid Mystery                | Narrator                                       | TV |
| 1964 | Pieta                                             | Narrator                                       | documentar |
| 1967 | Hombre                                            | Dr. Alex Favor                                 | Cu Paul Newman |
| 1970 | …tick…tick…tick…                                  | Mayor Jeff Parks                               | |
| 1973 | The Iceman Cometh                                 | Harry Hope                                     | Cu Lee Marvin and Robert Ryan |